# Nellyville
Nellyville – drugi solowy album rapera Nelly’ego wydany 25 czerwca 2002 roku, album cieszył się dużym uznaniem ponieważ wydano 5 singli a z tego 3 były hitami z albumu: Hot In Herre, Dilemma i Work It.

## Lista utworów
1. Nellyville
2. Gettin' It Started  (featuring Cedric the Entertainer & La La)
3. Hot In Herre
4. Dem Boyz  (featuring Kyjuan & Murphy Lee)
5. Oh Nelly
6. Pimp Juice
7. Air Force Ones  (featuring Ali, Kyjuan & Murphy Lee)
8. In The Store  (featuring Cedric the Entertainer & La La)
9. On The Grind  (featuring King Jacob)
10. Dilemma  (featuring Kelly Rowland)
11. Splurge
12. Work It  (featuring Justin Timberlake)
13. Roc The Mic (Remix)  (featuring Freeway, Murphy Lee & Beanie Sigel)
14. The Gank
15. 5000
16. #1
17. CG 2  (featuring Kyjuan & Murphy Lee)
18. Say Now
19. Fuck It Then  (featuring Cedric the Entertainer & La La)
20. Stick Out Ya Wrist  (featuring Toya)